# Calcolatrice finanziaria

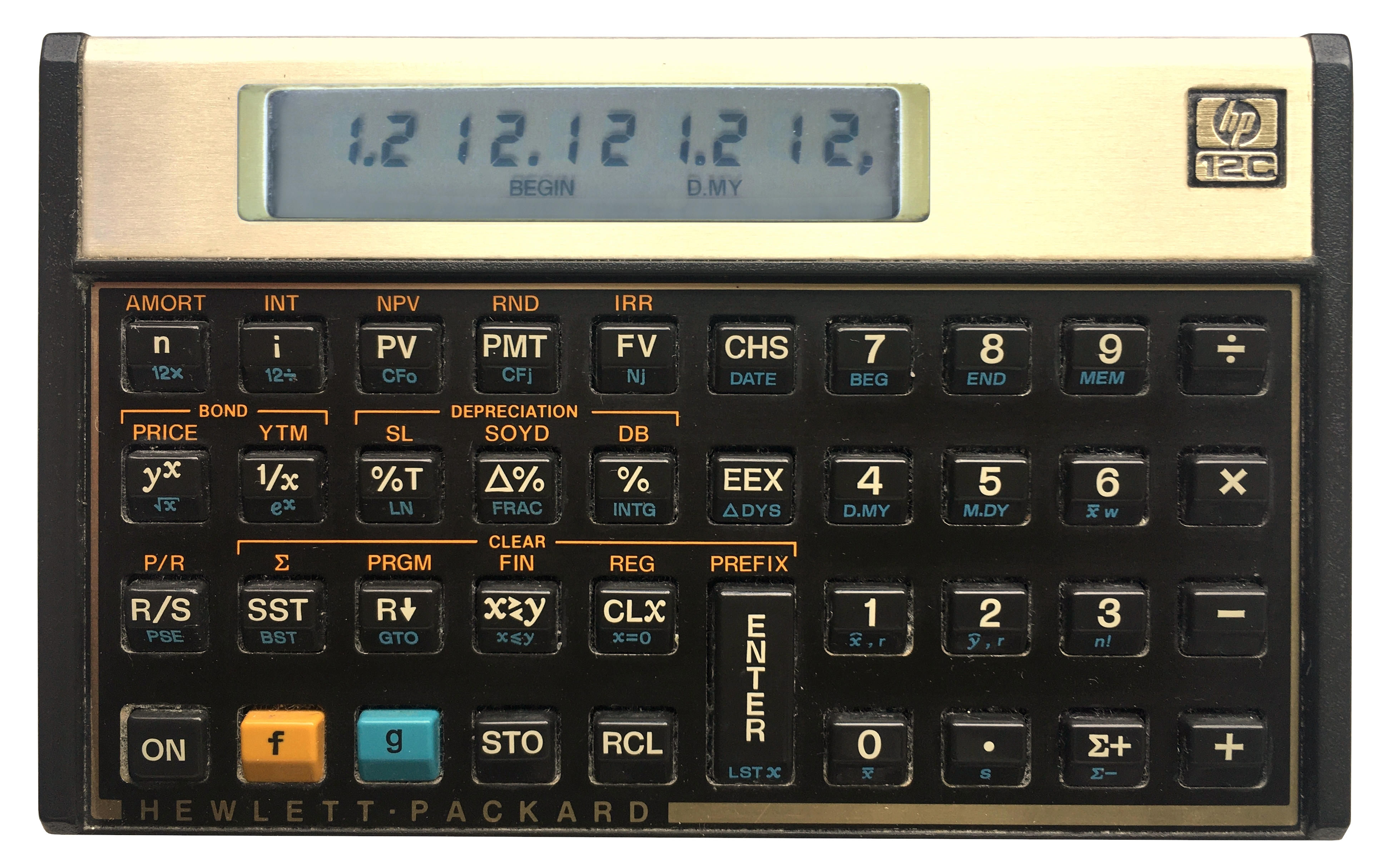
Calcolatrice finanziaria HP-12C, che include funzioni per calcolare l'ammortamento e il valore attuale netto.

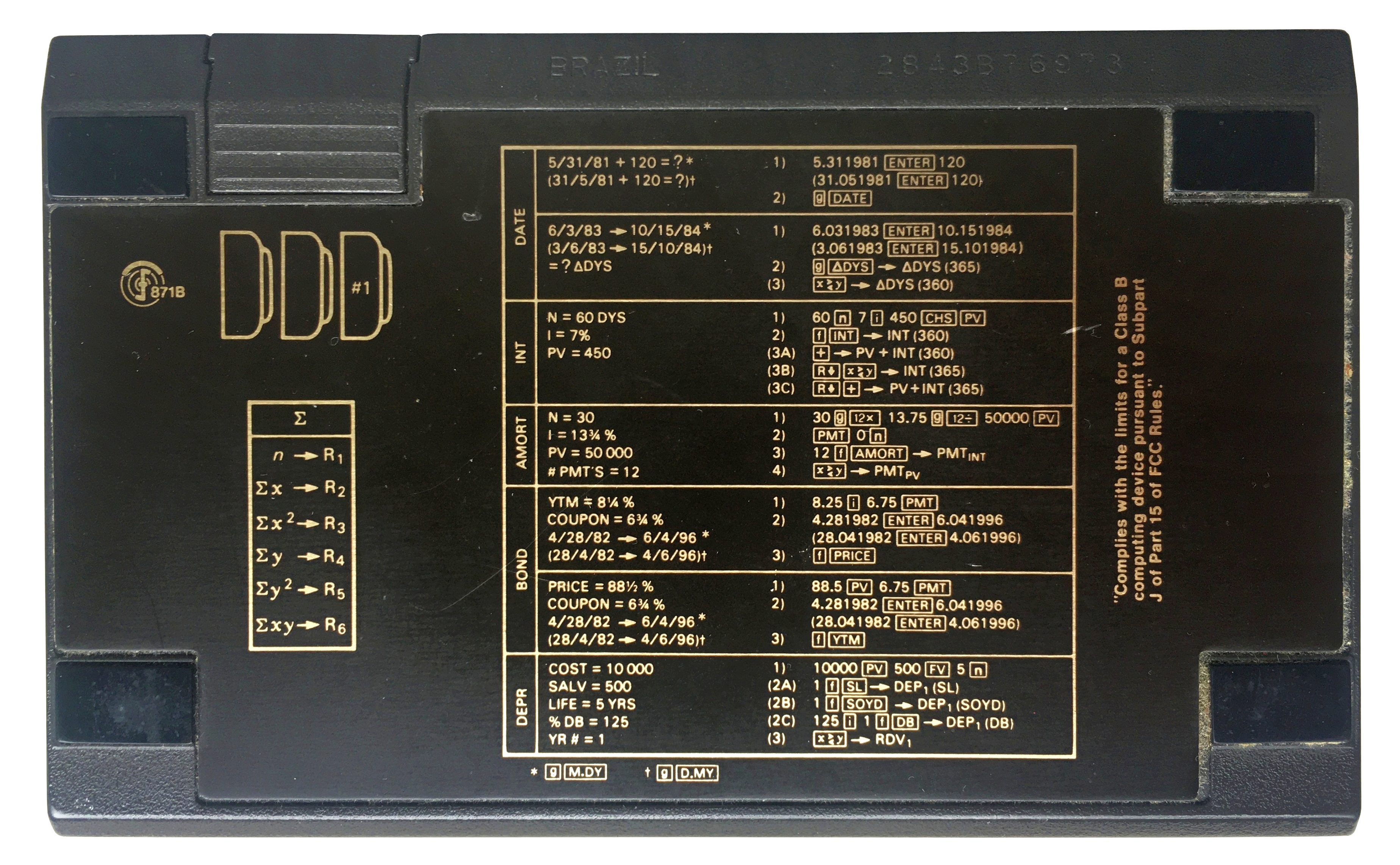
Parte posteriore della HP-12C con indicazioni su calcoli frequenti nell'ambito finanziario e i rispettivi tasti.

Una calcolatrice finanziaria è un particolare tipo di calcolatrice elettronica con funzionalità utili in attività legate agli affari e al commercio (tra cui interessi semplici e composti, flusso di cassa, ammortamento, conversione, margini commerciali). Possiede dei tasti dedicati a vari calcoli finanziari, il che rende tali dispositivi più adatti allo scopo rispetto alle normali calcolatrici. Può essere programmabile dall'utilizzatore, permettendo di aggiungere funzioni non fornite dal produttore.
Esempi di calcolatrici finanziarie sono la HP 12C, la HP-10B e la TI BA II.
Molte calcolatrici grafiche come la Casio FX-9860GII, la Texas Instruments TI-89 Titanium e la Hewlett Packard HP 48gII includono la possibilità di effettuare complessi calcoli finanziari oltre ad applicazioni di fogli elettronici come Microsoft Excel, LibreOffice Calc e Google Sheets.